# Clostebol propionate
Clostebol propionate (biệt dược Yonchlon), hay còn gọi 4-chlorotestosterone 17β-propionate hay 4-chloroandrost-4-en-17β-ol-3-one 17β-propionate, là một dẫn xuất tổng hợp, tiêm steroid đồng hóa-androgenic (AAS) của testosterone. Nó là một androgen ester – cụ thể là C17β propionate ester của clostebol (4-chlorotestosterone) – và đóng vai trò tiền chất của clostebol trong cơ thể.Bản mẫu:Additional citation needed Clostebol propionate được dùng thông qua tiêm bắp.